# Vintage Vinos
Vintage Vinos è un album di raccolta realizzato da solista del musicista inglese Keith Richards, pubblicato nel 2010.

## Tracce
1. Take It So Hard – 3:16
2. Big Enough – 3:19
3. You Don't Move Me – 4:50
4. Struggle – 4:12
5. Make No Mistake – 4:55
6. Too Rude – 7:46
7. Time Is on My Side – 4:26
8. Happy – 7:08
9. Connection – 2:32
10. Wicked As It Seems – 4:45
11. Eileen – 4:29
12. Hate It When You Leave – 4:58
13. Locked Away – 5:45
14. Hurricane – 1:25